# Los Zetas
Los Zetas (Zetas; spanisch für die Zs) sind eine seit 1999 bestehende kriminelle Vereinigung in Mexiko. Die ursprünglichen Aktivitäten begannen im Bundesstaat Tamaulipas als militärischer und gewalttätiger Arm des Golf-Kartells. Los Zetas weiteten ihre kriminellen Operationen seitdem auf mehr als 20 mexikanische Bundesstaaten aus. Sie sind auch in anderen Staaten aktiv, vor allem im Nachbarland Guatemala. Laut der Drug Enforcement Administration (DEA) gelten sie als die technologisch am weitesten entwickelte und gewaltbereiteste Verbrecherorganisation in Mexiko.
Seit Februar 2010 sind die Zetas ein eigenständiges Drogenkartell, das im Drogenkrieg in Mexiko vor allem gegen das Sinaloa-Kartell kämpft. Im Sommer 2012 wurde bekannt, dass sich die Zetas in zwei Fraktionen gespalten hatten. Die eine Gruppe wurde von Heriberto „El Lazca“ Lazcano (Z-3) geführt und die andere von Miguel Treviño (Z-40). Sie lieferten sich einen Bandenkrieg, der viele Tote forderte. Am 7. Oktober 2012 wurde der damalige Kartellführer, Heriberto Lazcano Lazcano, von mexikanischen Marinesoldaten erschossen, sein Nachfolger Miguel Treviño wurde am 15. Juli 2013 gewaltlos verhaftet.

## Struktur  und Mitglieder
Los Zetas wurden 1999 unter Führung des ehemaligen Leutnants Arturo Guzmán Decena aus desertierten Elitesoldaten, insbesondere der Grupo Aeromóvil de Fuerzas Especiales (GAFE), einer militärischen Spezialeinheit der mexikanischen Armee, gebildet, von denen einige – im Rahmen des War on Drugs – ihre Ausbildung im US-amerikanischen Militärstützpunkt Fort Bragg, North Carolina, absolviert hatten. Sie begannen als überaus gewalttätiger und hochtechnologisierter Arm im Auftrag Osiel Cárdenas, dem damaligen Drogenboss des Golf-Kartells, zu arbeiten. Ihr Name leitet sich ab aus dem Radio-Code Z-1, den ihr erster Anführer bei der GAFE erhielt. Allen Mitgliedern wurde in aufsteigender Form ein Z-Code gegeben. Bekannte Mitglieder der Zetas waren oder sind: Arturo Guzmán Decena (Z-1); Rogelio González Pizaña (Z-2 oder El Kelín); Heriberto Lazcano (Z-3); Miguel Ángel Treviño Morales (Z-40).
Arturo Guzmán Decena starb bereits 2002. Sein Nachfolger wurde Heriberto Lazcano. Bis Februar 2010 blieben die Zetas der bewaffnete Arm des Golf-Kartells. Danach lösten sie sich von ihrem früheren Auftraggeber, weil sie die Aussöhnung mit dem Sinaloa-Kartell ablehnten. Seitdem sind sie ein eigenständiges Drogenkartell.
Im August 2011 sollen die Zetas aus 1000 bis 3000 Mitgliedern bestanden haben. Sie rekrutieren ihre Mitglieder auch aus ehemaligen Angehörigen einer Spezialeinheit der Streitkräfte Guatemalas, den sogenannten Kaibiles, und anderen Soldaten.

## Aktivitäten und Ereignisse
Los Zetas sind wegen ihres brutalen Vorgehens berüchtigt. Sie enthaupten und verstümmeln ihre Opfer, terrorisieren die Zivilbevölkerung und massakrieren Migranten. Drogenschmuggel ist nur ein kriminelles Handlungsfeld der Zetas. Daneben haben sie sich auf Erpressung von Schutzgeldern, Menschenhandel und Prostitution, Entführungen sowie Herstellung und Verkauf von Raubkopien spezialisiert.

### 2010
Am 19. März riegelten Angehörige der Zetas in Monterrey mindestens 31 Straßen und Autobahnen ab und lieferten sich in der Nähe des Campus der Universität Tecnológico de Monterrey Kämpfe mit den Sicherheitskräften, bei denen sie automatische Feuerwaffen und Handgranaten einsetzten. Mindestens zwei Unbeteiligte starben.
Im Juni starben bei einer Schießerei in dem Gefängnis der Stadt Mazatlán im Bundesstaat Sinaloa 17 Mitglieder der Zetas. Hector Raul Luna (El Tori), ein Anführer der Zetas, wurde von der mexikanischen Polizei festgenommen.
Im August entdeckte die mexikanische Polizei in Pachuca aufgrund von Angaben zweier festgenommener Zetas-Mitglieder ein Massengrab mit mindestens sieben Toten. Auch etwa ein Dutzend Polizisten, die mit der Gruppe zusammengearbeitet haben sollen, wurden festgenommen. Ende August 2010 wurde eine Gruppe von 72 lateinamerikanischen Migranten, die unterwegs in die USA waren, während des Massakers in Tamaulipas ermordet. Als Täter wurden Angehörige der Zetas vermutet. Als Tatmotiv wird die Weigerung angenommen, für die Täter zu arbeiten.
Am 2. September griff die Armee ein Ausbildungslager der Zetas an der Grenze zu den USA an und tötete 27 Mitglieder. Es war bis dahin das Gefecht mit den meisten Verlusten für ein Drogenkartell im Drogenkrieg.
Ende 2010 drohten die Zetas, alle Bürger der Stadt Ciudad Mier zu töten. Die fast 5.000 Bewohner flüchteten daraufhin und hinterließen eine Geisterstadt. Am 16. Dezember entführten Angehörige der Zetas nach Angaben der Regierung von El Salvador Staatsangehörige El Salvadors, die auf einem Güterzug auf dem Weg in die USA durch Mexiko waren. Der Zug wurde von Bewaffneten aufgehalten und die Migranten geschlagen, bedroht und bestohlen. Danach sollen rund fünfzig Personen, hauptsächlich Frauen und Kinder, entführt worden sein. Das mexikanische Innenministerium betonte, von dem Ereignis keine Kenntnis zu haben. Am 19. Dezember 2010 rief die Regierung von Guatemala in der Provinz Alta Verapaz den Ausnahmezustand aus. Als Grund gab sie die offene Machtübernahme der Zetas seit 2009 in der Region an, die sie als Korridor für den Drogenhandel verwenden.

### 2011

#### Kämpfe und Festnahmen
Am 15. Mai wurden in Guatemala in der Provinz Petén an der Grenze zu Mexiko 27 Leichen gefunden. Als Täter vermuten die guatemaltekischen Behörden Los Zetas. Aufgrund des Massakers rief Präsident Alvaro Colom einen eintägigen Notstand am 27. Mai 2011 für die Provinz Petén aus. Die Polizei erhielt dadurch mehr Befugnisse.
Am 26. Mai lieferten sich Angehörige der Zetas laut Regierungsangaben in Ruiz auf der Hauptstraße von Tepic nach Mazatlán mit Mitgliedern des Sinaloa-Kartells ein einstündiges Feuergefecht aus fahrenden Autos heraus, bei dem 29 Personen, teilweise mit Kampfanzügen und Schutzwesten bekleidet, getötet wurden. Die Polizei konfiszierte 14 Fahrzeuge, darunter zwei gepanzerte, und zusätzlich Gewehre, Munition und Handgranaten.
Im Mai entdeckten Fahnder der mexikanischen Polizei nach einem Gefecht mit den Zetas ein gepanzertes Gefährt für 20 Personen in einer Lagerhalle.
Am 25. Juli unterzeichnete US-Präsident Barack Obama eine Exekutivorder, nach der Vermögenswerte von Mitgliedern der Zetas und anderer Gruppen im Einflussbereich der USA eingefroren werden.

#### Brandanschlag auf das Casino Royale

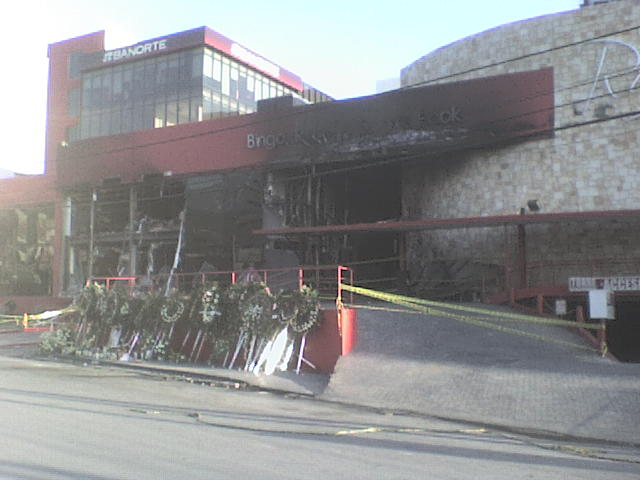
Das zerstörte Casino Royale fünf Tage nach dem Anschlag am 30. August 2011

Am 29. August gab Rodrigo Medina de la Cruz, der Gouverneur des Bundesstaates Nuevo León, bekannt, dass fünf Mitglieder der Zetas im Zusammenhang mit dem Brandanschlag auf das Casino Royale in Monterrey festgenommen wurden. Diese seien auch geständig und bestätigten die Teilnahme von mindestens zwölf Personen.

#### Los Mata Zetas
Am 20. September wurden von zwei Kleinlastern in Veracruz, direkt neben einem Konferenzhotel, das zu der Zeit von den Generalstaatsanwälten genutzt wurde, 35 Leichen entladen, die Folterspuren aufwiesen. Die Toten sollen Mitglieder der Zetas gewesen sein, was von der Polizei später bestätigt wurde. Es wurden Drohungen an die Gruppe am Tatort gefunden. Zwei Tage später, am 22. September, fand die Polizei abermals 14 Leichen mit Drohungen an die Zetas. Abermals zwei Tage später, am 24. September, übernahm eine Gruppe namens Los Mata Zetas („die Zetamörder“) die Verantwortung für die gefundenen Körper. Ihre Gruppe sei gegründet worden, um die Zetas zu bestrafen und ihre Herrschaft zu brechen. Am 6. Oktober fand die Polizei in Veracruz abermals in drei Privathäusern insgesamt 32 Tote, die meisten von ihnen gefoltert und erwürgt. Lokale Medien gehen von einer Täterschaft der Mata Zetas aus.

#### Operation Chevrolet
Am 29. September wurde, im Zuge der Operation Chevrolet, Manssor Arbabisar festgenommen. Dieser soll im Auftrag der iranischen Al-Quds-Einheit bei einem vermeintlichen Zetas-Mitglied, bei dem es sich in Wirklichkeit um einen DEA-Mitarbeiter gehandelt haben soll, den Mord an dem saudischen Botschafter in den Vereinigten Staaten, Adel al-Dschubeir, in Auftrag gegeben haben. Der Wahrheitsgehalt der Anschuldigungen gilt als höchst umstritten.

#### Carlos Oliva Castillo
Um den 13. Oktober wurde die Nummer drei der Zetas, Carlos Oliva Castillo (auch „La Rana“ spanisch für „der Frosch“), in Saltillo im Bundesstaat Coahuila festgenommen. Dabei wurde ein Zivilist getötet und acht Personen, darunter drei Polizisten, verletzt. Laut Angaben der Staatsanwaltschaft soll Castillo für die Aktivitäten der Zetas in den Bundesstaaten Coahuila, Nuevo León und Tamaulipas verantwortlich gewesen sein. Er soll auch den Brandanschlag auf das Casino Royale befohlen haben.

### 2012

#### Festnahme des Auftragsmörders Enrique Aurelio Elizondo Flores
Am 20. Januar verhafteten Sicherheitskräfte im nördlichen Bundesstaat Nuevo León den 35-jährigen Auftragskiller Enrique Aurelio Elizondo Flores, genannt El Árabe (der Araber) und El Cuervo (der Rabe). Er soll in den vergangenen drei Jahren 75 Morde verübt und an weiteren Taten beteiligt gewesen sein. Zu den Opfern zählen 48 Passagiere eines Busses in Ciudad Cerralvo, sechs Polizisten sowie ein Ehepaar mit seinem sechsjährigen Sohn. Der Staatsanwaltschaft liegen Videoaufnahmen vor, auf denen Elizondo sich bei einigen der Taten gefilmt hatte. Der Großteil seiner Opfer waren tatsächliche oder vermeintliche Mitglieder des rivalisierenden Golf-Kartells. Seine Opfer wurden teilweise erschossen, erschlagen, verbrannt und verstümmelt.

#### Cadereyta de Jiménez
Am 13. Mai wurden nahe Cadereyta de Jiménez 49 geköpfte und verstümmelte Leichen mit einer Drohbotschaft des Zetas-Drogenkartells auf der Schnellstraße 40 zwischen Monterrey und Reynosa entdeckt.

#### Drohungen an Treviño Morales
Am 7. Juni waren außerdem in einem abgestellten Kleinlaster in einer Kleinstadt im nördlichen Bundesstaat Tamaulipas 14 zerstückelte Leichen gefunden worden. Zusammen mit den Toten fand man eine Warnung an den zweiten Mann der Zetas, Miguel Ángel Treviño Morales.

#### Interne Kämpfe
Im September bestätigte Generalstaatsanwältin Marisela Morales Gerüchte, die von internen Kämpfen handelten. Demnach soll es eine Auseinandersetzung zwischen dem Anführer Heriberto Lazcano und dem zweiten Mann Miguel Ángel Treviño Morales geben.

#### Festnahme Iván Velázquez Caballero
Am 26. September gab das Marineministerium bekannt, dass eine Spezialeinheit Iván Velázquez Caballero (aka „El Talibán“ oder „Z-50“) im Bundesstaat San Luis Potosí festgenommen habe. Velázquez galt als führendes Mitglied der Zetas. Auf ihn war ein Kopfgeld von 30 Millionen Pesos (rund 1,8 Millionen Euro) ausgesetzt. Er soll die Zetas im Bundesstaat San Luis Potosí geleitet haben und gilt als Gründungsmitglied des Kartells. Laut BBC lief er kurz vor seiner Verhaftung im Zuge eines Machtkampfes mit Miguel Ángel Treviño Morales zum Golf-Kartell über.

#### Tötung Lazcanos
Am 7. Oktober 2012 wurde der Anführer der Zetas bei einer Schießerei von der mexikanischen Armee getötet. Einem Armeebericht zur Folge habe der Drogenboss bei einer Fahrzeugkontrolle plötzlich das Feuer eröffnet und Handgranaten geworfen, woraufhin mehrere Soldaten ihn und seinen Begleiter tödlich getroffen hätten. Auf ihn waren zwei Kopfgelder von fünf Millionen Dollar von der US-Regierung und von 2,6 Millionen Dollar von der mexikanischen Regierung ausgesetzt.

### 2013
Miguel Ángel Treviño Morales (aka „El Z-40“), Nachfolger des getöteten Lazcanos, wurde am frühen Morgen des 15. Juli 2013 von mexikanischen Marineinfanteristen in der Nähe der US-Grenze festgenommen.

### 2014
Vermutlich wegen ihrer kritischen Berichte und Warnungen im Risiko-Report-Netzwerk Valor por Tamaulipas wurde María del Rosario Fuentes Rubio, eine junge Ärztin aus Tamaulipas, im Oktober 2014 von Anhängern der Los Zetas entführt und getötet.

### 2015
Am 4. März 2015 wurde der Anführer der Zetas, Omar Treviño Morales (Z-42), in San Pedro Garza Garcia nahe der Stadt Monterrey in Nuevo Léon um 4 Uhr morgens festgenommen.

### 2017
Bei einer Schießerei während einem internationalen Musikfestival in Playa del Carmen am 16. Januar starben fünf Menschen, 15 wurden verletzt. Am Folgetag tauchte in der Stadt ein handbeschriebenes Banner auf, das mit "El Fayo Z" unterzeichnet war. In der Botschaft wurde den Organisatoren des BPM-Festivals nicht-kooperierendes Verhalten vorgeworfen. Die Organisatoren tauchten daraufhin kurzfristig unter und entschieden sich, das seit 10 Jahren stattfindende Festival von Mexiko nach Portugal zu verlegen.